# Лемберг, Александр Янович
Александр Янович Ле́мберг (Александрс Лембергс) (латыш. Aleksandrs Lembergs; 25 марта 1921, Рига, Латвийская Республика — 25 ноября 1985, Рига, Латвийская ССР, СССР) — латышский, советский артист балета, балетмейстер, хореограф, актёр, педагог. Народный артист СССР (1982).

## Биография
Родился 25 марта (по другим источникам — 23 марта) 1921 года в Риге (Латвия).
В 1932—1938 годах учился в балетной студии при Латвийской национальной опере (с 1948 — Рижское хореографическое училище) и балетной студии А. А. Фёдоровой (Рига). Затем совершенствовался в Париже у Л. Н. Егоровой, танцевал в труппе «Балет юности» («Балле де ла жёнесс») (1938—1939).
С 1939 года — солист Латвийской национальной оперы (с 1940 — Рижский театр оперы и балета, с 1944— Театр оперы и балета Латвийской ССР).
С 1961 года выступал как балетмейстер, ставил танцы в операх и опереттах. С 1968 года — главный балетмейстер театра.
Участвовал в гастролях за рубежом: Мексика, Египет, Малайзия, Сингапур, Таиланд, Швейцария, Италия, Франция.
В 1957—1972 годах — педагог Рижского хореографического училища (в 1964—1968 — директор).
Умер 25 ноября 1985 года. Похоронен на кладбище Матиса в Риге.

### Семья
- Жена — Янина Дмитриевна Панкрате (1924—1997), балерина, балетмейстер, педагог.

## Награды и звания
- Заслуженный артист Латвийской ССР (1955)[4]
- Народный артист Латвийской ССР (1971)
- Народный артист СССР (1982).

## Балетные партии
- «Ромео и Джульетта» С. С. Прокофьева — Ромео, Тибальд
- «Жизель» А. Адана — Альберт
- «Лебединое озеро» П. Чайковского — Зигфрид
- «Лауренсия (балет)» А. А. Крейна — Фрондосо
- «Дон Кихот» Л. Ф. Минкуса — Базиль
- «Раймонда» А. К. Глазунова — Жан де Бриен
- «Лайма» А. Я. Лепина — Аустрис
- «Стабурагс» А. Калныньша — Кристиан, Лаймонис
- «Шурале» Ф. З. Яруллина — Батыр
- «Ригонда» Р. Гринблата — АКО[5]
- «Золушка» С. С. Прокофьева — Принц
- «Эсмеральда» на музыку Ц. Пуни, Р. Дриго — Юноша
- «У голубого Дуная» на музыку И. Штрауса — Франц
- «Сакта свободы» А. П. Скулте — Тот
- «На берегу моря» Ю. Юзелюнаса — Ионис
- «Болеро» на музыку М. Равеля — Солист
- «Симфонические танцы» на музыку С. В. Рахманинова — Художник
- «Шакунтала» С. А. Баласаняна — Дурвас

## Балетные постановки
- 1963 — «Пан и Сиринга» О. В. Барскова
- 1966 — «Пер Гюнт» на музыку Э. Грига (в 1973 — в театре Остравы, ЧССР)
- 1968 — «Спридитис» А. Жилинского
- 1969 — «Золото инков» О. В. Барскова (совместно с Т. Витынь)
- 1970 — «Собор Парижской богоматери» на музыку Ц. Пуни, Р. Дриго, Р. Глазупа
- 1971 — «Скарамуш» Я. Сибелиуса
- 1971 — «Мой город» В. Каминскиса
- 1971 — «Кармен-сюита» на музыку Ж. Бизе в оркестровке Р. Щедрина
- 1972 — «Антоний и Клеопатра» Э. Лазарева (в 1976 — в театре Остравы, ЧССР)
- 1976 — «Стабурагс» А. Калныньша
- 1979 — «Волшебная птица Лолиты» А. Жилинского

## Фильмография
- 1965 — «Тобаго» меняет курс — Ланаманис
- 1966 — Ноктюрн
- 1967 — Исход — барон Унгерн.